# 2023-as Formula–1 osztrák nagydíj
Az osztrák nagydíj a 2023-as Formula–1 világbajnokság kilencedik futama volt, amelyet 2023. június 30. és július 2. között rendeztek meg a Red Bull Ringen, Spielberg városában.

## Választható keverékek
| Abroncs              | Friss | Használt |
| -------------------- | ----- | -------- |
| Kemény keverék (C3)  |       |          |
| Közepes keverék (C4) |       |          |
| Lágy keverék (C5)    |       |          |
| Átmeneti esőgumi (I) |       |          |
| Teljes esőgumi (W)   |       |          |

## Szabadedzés
Az osztrák nagydíj szabadedzését június 30-án, pénteken délután tartották, magyar idő szerint 13:30-tól.
| helyezés | versenyző        | csapat/motor          | elért idő | különbség | futott kör |
| -------- | ---------------- | --------------------- | --------- | --------- | ---------- |
| 1        | Max Verstappen   | Red Bull-Honda RBPT   | 1:05,742  | −         | 30         |
| 2        | Carlos Sainz Jr. | Ferrari               | 1:05,983  | +0,241    | 32         |
| 3        | Charles Leclerc  | Ferrari               | 1:06,012  | +0,270    | 33         |
| 4        | Lewis Hamilton   | Mercedes              | 1:06,251  | +0,509    | 34         |
| 5        | Sergio Pérez     | Red Bull-Honda RBPT   | 1:06,262  | +0,520    | 32         |
| 6        | Lance Stroll     | Aston Martin-Mercedes | 1:06,340  | +0,598    | 29         |
| 7        | Kevin Magnussen  | Haas-Ferrari          | 1:06,497  | +0,755    | 27         |
| 8        | Fernando Alonso  | Aston Martin-Mercedes | 1:06,656  | +0,914    | 31         |
| 9        | George Russell   | Mercedes              | 1:06,696  | +0,954    | 28         |
| 10       | Csou Kuan-jü     | Alfa Romeo-Ferrari    | 1:06,780  | +1,038    | 33         |
| 11       | Alexander Albon  | Williams-Mercedes     | 1:06,794  | +1,052    | 23         |
| 12       | Oscar Piastri    | McLaren-Mercedes      | 1:06,809  | +1,067    | 36         |
| 13       | Nico Hülkenberg  | Haas-Ferrari          | 1:06,846  | +1,104    | 30         |
| 14       | Valtteri Bottas  | Alfa Romeo-Ferrari    | 1:06,847  | +1,105    | 33         |
| 15       | Cunoda Júki      | AlphaTauri-Honda RBPT | 1:06,985  | +1,243    | 34         |
| 16       | Nyck de Vries    | AlphaTauri-Honda RBPT | 1:07,017  | +1,275    | 36         |
| 17       | Logan Sargeant   | Williams-Mercedes     | 1:07,018  | +1,267    | 25         |
| 18       | Esteban Ocon     | Alpine-Renault        | 1:07,202  | +1,460    | 30         |
| 19       | Pierre Gasly     | Alpine-Renault        | 1:07,287  | +1,545    | 28         |
| 20       | Lando Norris     | McLaren-Mercedes      | 1:07,368  | +1,626    | 20         |

## Időmérő edzés
Az osztrák időmérő edzését június 30-án, pénteken délután tartották, magyar idő szerint 17:00-tól.
| helyezés              | rajtszám | versenyző        | csapat/motor          | 1. rész  | 2. rész  | 3. rész  | rajthely   | futott kör |
| --------------------- | -------- | ---------------- | --------------------- | -------- | -------- | -------- | ---------- | ---------- |
| 1                     | 1        | Max Verstappen   | Red Bull-Honda RBPT   | 1:05,116 | 1:04,951 | 1:04,391 | 1          | 24         |
| 2                     | 16       | Charles Leclerc  | Ferrari               | 1:05,577 | 1:05,087 | 1:04,439 | 2          | 26         |
| 3                     | 55       | Carlos Sainz Jr. | Ferrari               | 1:05,339 | 1:04,975 | 1:04,581 | 3          | 25         |
| 4                     | 4        | Lando Norris     | McLaren-Mercedes      | 1:05,617 | 1:05,038 | 1:04,658 | 4          | 26         |
| 5                     | 44       | Lewis Hamilton   | Mercedes              | 1:05,673 | 1:05,188 | 1:04,819 | 5          | 25         |
| 6                     | 18       | Lance Stroll     | Aston Martin-Mercedes | 1:05,710 | 1:05,121 | 1:04,893 | 6          | 25         |
| 7                     | 14       | Fernando Alonso  | Aston Martin-Mercedes | 1:05,655 | 1:05,181 | 1:04,911 | 7          | 27         |
| 8                     | 27       | Nico Hülkenberg  | Haas-Ferrari          | 1:05,740 | 1:05,362 | 1:05,090 | 8          | 24         |
| 9                     | 10       | Pierre Gasly     | Alpine-Renault        | 1:05,515 | 1:05,308 | 1:05,170 | 9          | 21         |
| 10                    | 23       | Alexander Albon  | Williams-Mercedes     | 1:05,673 | 1:05,387 | 1:05,823 | 10         | 21         |
| 11                    | 63       | George Russell   | Mercedes              | 1:05,686 | 1:05,428 |          | 11         | 21         |
| 12                    | 31       | Esteban Ocon     | Alpine-Renault        | 1:05,729 | 1:05,453 |          | 12         | 15         |
| 13                    | 81       | Oscar Piastri    | McLaren-Mercedes      | 1:05,683 | 1:05,605 |          | 13         | 19         |
| 14                    | 77       | Valtteri Bottas  | Alfa Romeo-Ferrari    | 1:05,763 | 1:05,680 |          | 14         | 14         |
| 15                    | 11       | Sergio Pérez     | Red Bull-Honda RBPT   | 1:05,177 | 2:06,688 |          | 15         | 19         |
| 16                    | 22       | Cunoda Júki      | AlphaTauri-Honda RBPT | 1:05,784 |          |          | 16         | 10         |
| 17                    | 24       | Csou Kuan-jü     | Alfa Romeo-Ferrari    | 1:05,818 |          |          | 17         | 9          |
| 18                    | 6        | Logan Sargeant   | Williams-Mercedes     | 1:05,948 |          |          | 18         | 9          |
| 19                    | 20       | Kevin Magnussen  | Haas-Ferrari          | 1:05,971 |          |          | boxutca[a] | 10         |
| 20                    | 21       | Nyck de Vries    | AlphaTauri-Honda RBPT | 1:05,974 |          |          | boxutca[b] | 10         |
| 107%-os idő: 1:09,674 |          |                  |                       |          |          |          |            |            |

Megjegyzések:
- ↑ a:  — Kevin Magnussen eredetileg a 19. időt érte el, de mivel csapata beállításmódosításokat hajtott végbe a parc fermé ideje alatt, ezért a boxutcából kellett rajtolnia.[3]
- ↑ b:  — Nyck de Vries a boxutcából rajtolt, mivel átlépte az egy idényben felhasználó komponensek számát, miután megkapta a harmadik akkumulátort és vezérlő elektronikát az autójába.[4]

## Sprint szétlövés
Az osztrák sprint szétlövést, azaz a sprint verseny időmérő edzését július 1-jén, szombaton délután tartották, magyar idő szerint 12:00-tól.
| helyezés              | rajtszám | versenyző        | csapat/motor          | 1. rész  | 2. rész    | 3. rész  | rajthely | futott kör |
| --------------------- | -------- | ---------------- | --------------------- | -------- | ---------- | -------- | -------- | ---------- |
| 1                     | 1        | Max Verstappen   | Red Bull-Honda RBPT   | 1:06,236 | 1:05,371   | 1:04,440 | 1        | 23         |
| 2                     | 11       | Sergio Pérez     | Red Bull-Honda RBPT   | 1:06,924 | 1:05,836   | 1:04,933 | 2        | 23         |
| 3                     | 4        | Lando Norris     | McLaren-Mercedes      | 1:06,723 | 1:05,699   | 1:05,010 | 3        | 23         |
| 4                     | 27       | Nico Hülkenberg  | Haas-Ferrari          | 1:06,548 | 1:06,091   | 1:05,084 | 4        | 23         |
| 5                     | 55       | Carlos Sainz Jr. | Ferrari               | 1:06,187 | 1:05,434   | 1:05,136 | 5        | 18         |
| 6                     | 16       | Charles Leclerc  | Ferrari               | 1:07,061 | 1:05,673   | 1:05,245 | 9[a]     | 23         |
| 7                     | 14       | Fernando Alonso  | Aston Martin-Mercedes | 1:06,611 | 1:05,759   | 1:05,258 | 6        | 24         |
| 8                     | 18       | Lance Stroll     | Aston Martin-Mercedes | 1:06,569 | 1:05,914   | 1:05,347 | 7        | 24         |
| 9                     | 31       | Esteban Ocon     | Alpine-Renault        | 1:06,840 | 1:05,604   | 1:05,366 | 8        | 24         |
| 10                    | 20       | Kevin Magnussen  | Haas-Ferrari          | 1:06,629 | 1:05,730   | 1:05,912 | 10       | 23         |
| 11                    | 23       | Alexander Albon  | Williams-Mercedes     | 1:06,892 | 1:06,152   |          | 11       | 18         |
| 12                    | 10       | Pierre Gasly     | Alpine-Renault        | 1:06,873 | 1:06,360   |          | 12       | 16         |
| 13                    | 22       | Cunoda Júki      | AlphaTauri-Honda RBPT | 1:06,896 | 1:06,369   |          | 13       | 18         |
| 14                    | 21       | Nyck de Vries    | AlphaTauri-Honda RBPT | 1:06,704 | 1:06,593   |          | 14       | 18         |
| 15                    | 63       | George Russell   | Mercedes              | 1:06,653 | idő nélkül |          | 15       | 10         |
| 16                    | 24       | Csou Kuan-jü     | Alfa Romeo-Ferrari    | 1:07,062 |            |          | 16       | 9          |
| 17                    | 81       | Oscar Piastri    | McLaren-Mercedes      | 1:07,106 |            |          | 17       | 10         |
| 18                    | 44       | Lewis Hamilton   | Mercedes              | 1:07,282 |            |          | 18       | 9          |
| 19                    | 77       | Valtteri Bottas  | Alfa Romeo-Ferrari    | 1:07,291 |            |          | 19       | 9          |
| 20                    | 6        | Logan Sargeant   | Williams-Mercedes     | 1:07,426 |            |          | 20       | 10         |
| 107%-os idő: 1:10,820 |          |                  |                       |          |            |          |          |            |

Megjegyzések:
- ↑ a:  — Charles Leclerc 3 rajthelyes büntetést kapott, mivel feltartotta a Q1-ben a gyors körét teljesítő Oscar Piastrit.[5]

## Sprintfutam
Az osztrák sprintfutamot július 1-jén, szombaton délután tartották, magyar idő szerint 16:30-kor.
| helyezés | rajtszám | versenyző        | csapat/motor          | futott kör | idő/kiesés oka | rajthely   | pont |
| -------- | -------- | ---------------- | --------------------- | ---------- | -------------- | ---------- | ---- |
| 1        | 1        | Max Verstappen   | Red Bull-Honda RBPT   | 24         | 30:26,730      | 1          | 8    |
| 2        | 11       | Sergio Pérez     | Red Bull-Honda RBPT   | 24         | +21,048        | 2          | 7    |
| 3        | 55       | Carlos Sainz Jr. | Ferrari               | 24         | +23,088        | 5          | 6    |
| 4        | 18       | Lance Stroll     | Aston Martin-Mercedes | 24         | +29,703        | 7          | 5    |
| 5        | 14       | Fernando Alonso  | Aston Martin-Mercedes | 24         | +30,109        | 6          | 4    |
| 6        | 27       | Nico Hülkenberg  | Haas-Ferrari          | 24         | +31,297        | 4          | 3    |
| 7        | 31       | Esteban Ocon     | Alpine-Renault        | 24         | +36,602        | 8          | 2    |
| 8        | 63       | George Russell   | Mercedes              | 24         | +36,611        | 15         | 1    |
| 9        | 4        | Lando Norris     | McLaren-Mercedes      | 24         | +38,608        | 3          |      |
| 10       | 44       | Lewis Hamilton   | Mercedes              | 24         | +46,375        | 18         |      |
| 11       | 81       | Oscar Piastri    | McLaren-Mercedes      | 24         | +49,807        | 17         |      |
| 12       | 16       | Charles Leclerc  | Ferrari               | 24         | +50,789        | 9          |      |
| 13       | 23       | Alexander Albon  | Williams-Mercedes     | 24         | +52,848        | 11         |      |
| 14       | 20       | Kevin Magnussen  | Haas-Ferrari          | 24         | +56,593        | 10         |      |
| 15       | 10       | Pierre Gasly     | Alpine-Renault        | 24         | +57,652        | 12         |      |
| 16       | 22       | Cunoda Júki      | AlphaTauri-Honda RBPT | 24         | +1:04,822      | 13         |      |
| 17       | 21       | Nyck de Vries    | AlphaTauri-Honda RBPT | 24         | +1:05,617      | 14         |      |
| 18       | 6        | Logan Sargeant   | Williams-Mercedes     | 24         | +1:06,059      | 20         |      |
| 19       | 24       | Csou Kuan-jü     | Alfa Romeo-Ferrari    | 24         | +1:10,825      | 16         |      |
| 20       | 77       | Valtteri Bottas  | Alfa Romeo-Ferrari    | 24         | +1:16,435      | boxutca[a] |      |

Megjegyzések:
- ↑ a:  — Valtteri Bottas a 19. legjobb időt érte el a sprint verseny időmérő edzésén, de a felvezető kör végén visszatért a boxba, ezért a boxutcából kellett rajtolnia.[6]

## Futam
Az osztrák nagydíj futamát július 2-án, vasárnap délután tartották, magyar idő szerint 15:00-kor.
| helyezés | rajtszám | versenyző        | csapat/motor          | futott kör | idő/kiesés oka | rajthely | pont  |
| -------- | -------- | ---------------- | --------------------- | ---------- | -------------- | -------- | ----- |
| 1        | 1        | Max Verstappen   | Red Bull-Honda RBPT   | 71         | 1:25:33,607    | 1        | 26[a] |
| 2        | 16       | Charles Leclerc  | Ferrari               | 71         | +5,155         | 2        | 18    |
| 3        | 11       | Sergio Pérez     | Red Bull-Honda RBPT   | 71         | +17,188        | 15       | 15    |
| 4        | 4        | Lando Norris     | McLaren-Mercedes      | 71         | +26,327        | 4        | 12    |
| 5        | 14       | Fernando Alonso  | Aston Martin-Mercedes | 71         | +30,317        | 7        | 10    |
| 6        | 55       | Carlos Sainz Jr. | Ferrari               | 71         | +31,377[b]     | 3        | 8     |
| 7        | 63       | George Russell   | Mercedes              | 71         | +48,403        | 11       | 6     |
| 8        | 44       | Lewis Hamilton   | Mercedes              | 71         | +49,196[c]     | 5        | 4     |
| 9        | 18       | Lance Stroll     | Aston Martin-Mercedes | 71         | +59,043        | 6        | 2     |
| 10       | 10       | Pierre Gasly     | Alpine-Renault        | 71         | +1:07,667[d]   | 9        | 1     |
| 11       | 23       | Alexander Albon  | Williams-Mercedes     | 71         | +1:19,767[e]   | 10       |       |
| 12       | 24       | Csou Kuan-jü     | Alfa Romeo-Ferrari    | 70         | +1 kör         | 17       |       |
| 13       | 2        | Logan Sargeant   | Williams-Mercedes     | 70         | +1 kör[f]      | 18       |       |
| 14       | 31       | Esteban Ocon     | Alpine-Renault        | 70         | +1 kör[g]      | 12       |       |
| 15       | 77       | Valtteri Bottas  | Alfa Romeo-Ferrari    | 70         | +1 kör         | 14       |       |
| 16       | 81       | Oscar Piastri    | McLaren-Mercedes      | 70         | +1 kör         | 13       |       |
| 17       | 21       | Nyck de Vries    | AlphaTauri-Honda RBPT | 70         | +1 kör[h]      | boxutca  |       |
| 18       | 20       | Kevin Magnussen  | Haas-Ferrari          | 70         | +1 kör[i]      | boxutca  |       |
| 19       | 22       | Cunoda Júki      | AlphaTauri-Honda RBPT | 70         | +1 kör[j]      | 16       |       |
| Ki       | 27       | Nico Hülkenberg  | Haas-Ferrari          | 12         | erőforrás      | 8        |       |

Megjegyzések:
- ↑ a:  — Max Verstappen a helyezéséért járó pontok mellett a versenyben futott leggyorsabb körért további 1 pontot szerzett.
- ↑ b:  — Carlos Sainz Jr. a 4. helyen végzett, de utólag tíz másodperces időbüntetést kapott pályaelhagyások miatt.[7]
- ↑ c:  — Lewis Hamilton a 7. helyen végzett, de utólag tíz másodperces időbüntetést kapott pályaelhagyások miatt.[8]
- ↑ d:  — Pierre Gasly a 9. helyen végzett, de utólag tíz másodperces időbüntetést kapott pályaelhagyások miatt.[7]
- ↑ e:  — Alexander Albon utólag tíz másodperces időbüntetést kapott pályaelhagyások miatt, de a büntetés nem befolyásolta a helyezését.[8]
- ↑ f:  — Logan Sargeant öt másodperces időbüntetést kapott pályaelhagyások miatt, majd utólag további öt másodpercet, de a büntetés nem befolyásolta a helyezését.[9][10]
- ↑ g:  — Esteban Ocon a 12. helyen végzett, de utólag harminc másodperces időbüntetést kapott pályaelhagyások miatt.[10]
- ↑ h:  — Nyck de Vries a 15. helyen végzett, de öt másodperces időbüntetést kapott, miután leszorította Kevin Magnussent a pályáról, majd utólag további tíz másodperces időbüntetést kapott pályaelhagyások miatt.[11][10]
- ↑ i:  — Kevin Magnussen öt másodperces időbüntetést kapott pályaelhagyások miatt, de a büntetés nem befolyásolta a helyezését.[12]
- ↑ j:  — Cunoda Júki a 17. helyen végzett, de tíz másodperces időbüntetést kapott pályaelhagyások miatt, majd utólag további öt másodpercet, ami következtében a 19. lett.[4][10]

## A világbajnokság állása a verseny után
| H   | Versenyzők       | Pont | H   | Konstruktőrök         | Pont |
| --- | ---------------- | ---- | --- | --------------------- | ---- |
| 1.  | Max Verstappen   | 229  | 1.  | Red Bull-Honda RBPT   | 377  |
| 2.  | Sergio Pérez     | 148  | 2.  | Mercedes              | 178  |
| 3.  | Fernando Alonso  | 131  | 3.  | Aston Martin-Mercedes | 175  |
| 4.  | Lewis Hamilton   | 106  | 4.  | Ferrari               | 154  |
| 5.  | Carlos Sainz Jr. | 82   | 5.  | Alpine-Renault        | 47   |
| 6.  | Charles Leclerc  | 72   | 6.  | McLaren-Mercedes      | 29   |
| 7.  | George Russell   | 72   | 7.  | Haas-Ferrari          | 11   |
| 8.  | Lance Stroll     | 44   | 8.  | Alfa Romeo-Ferrari    | 9    |
| 9.  | Esteban Ocon     | 31   | 9.  | Williams-Mercedes     | 7    |
| 10. | Lando Norris     | 24   | 10. | AlphaTauri-Honda RBPT | 2    |

## Statisztikák
- Vezető helyen:
  - Max Verstappen: 61 kör (1–24 és 35–71)
  - Charles Leclerc: 10 kör (25–34)
- Max Verstappen 42. futamgyőzelme, 26. pole-pozíciója és a 25. versenyben futott leggyorsabb köre.
- A Red Bull Racing 101. futamgyőzelme.
- Max Verstappen 86., Charles Leclerc 26., Sergio Pérez 32. dobogós helyezése.
- A Ferrari 800. dobogója a Formula–1-ben.[13]
- Kevin Magnussen 150. Formula–1-es nagydíja.[14]
- A Mercedes, mint motorszállító 550. Formula–1-es nagydíja.[15]